# Indústria Automobilística Helênica

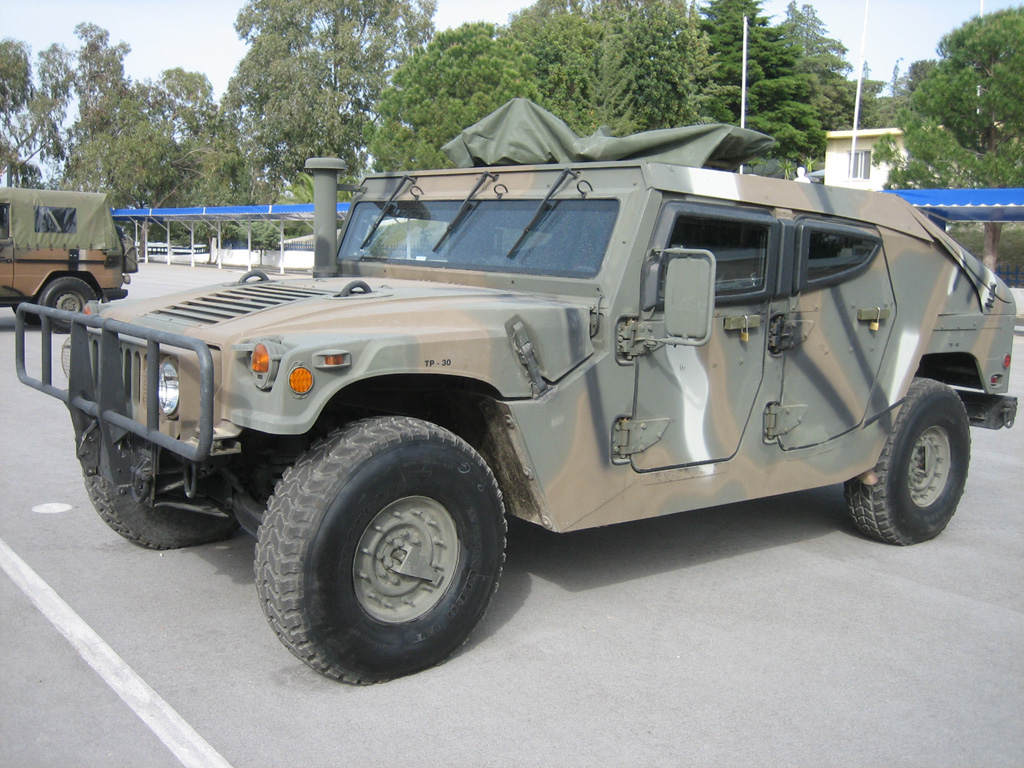
ELVO HMMWV M1114GR (2003), desenvolvido para a Indústria Automobilística Helênica por Plasan Sasa.

Indústria Automobilística Helênica (em grego: Ελληνική Βιομηχανία Οχημάτων Α.Β.Ε. (ΕΛΒΟ), romanizada: Ellinika Viomihanya Ohimaton, ELVO) é uma empresa automobilística grega. A empresa foi fundada em 1972 sob o nome de Steyr Hellas e assumiu o nome atual em 1987 . Produz principalmente ônibus, caminhões e veículos militares. A empresa está sediada em Salónica.

## História
A empresa foi fundada sob o nome de Steyr Hellas S.A. fazendo montagem e fabricação de caminhões, motocicletas e tratores agrícolas (modelos Steyr e Puch). Encomendas significativas de caminhões e ônibus das autoridades militares e estatais gregas rapidamente deram impulso à empresa. A divisão de tratores caiu na década de 1980 quando a empresa se concentrou em veículos militares; em 1986 mudou seu nome para Hellenic Vehicle Industry S.A.
Em 2000, a Indústria Automotiva Helênica foi parcialmente privatizada, quando o grupo grego de metais e engenharia Mytilineos ganhou 43% e assumiu a gestão da empresa. A empresa enfrentou sérios problemas financeiros devido à redução de pedidos em 2009, após a produção (em cooperação com várias empresas gregas). A gestão da empresa voltou ao estado grego em 2010.
Em 2019, o governo grego lançou um concurso internacional para a venda de ações da Indústria Helênica de Veículos. Em 2020, a venda da empresa a um consórcio de interesse israelense que inclui a Plasan Sasa Ltd, Naska Industries - SK Group e o empresário helênico Aristidis Glinis parece ter sido concluída com sucesso. Segundo fontes, o consórcio israelense foi anunciado como o maior licitante no concurso público para a venda dos ativos da ELVO e o consórcio israelense prometeu investir entre 95 e 135 milhões de euros na ELVO nos próximos cinco anos.
A aquisição terminou em 14 de fevereiro de 2021 com o consórcio israelense assumindo o controle da produção de veículos ELVO, nos quais as Forças Armadas Gregas estavam interessadas.